# Bernried (Felső-Bajorország)
Bernried település Németországban, azon belül Bajorországban. Lakosainak száma 2475 fő (2023. december 31.). Bernried Wielenbach, Seeshaupt és Tutzing községekkel határos.

## Népesség
A település népessége az elmúlt években az alábbi módon változott:
| Lakosok száma | 458  | 1033 | 1744 | 1630 | 2130 | 2211 | 2261 | 2303 | 2394 | 2475 |
|               | 1875 | 1950 | 1975 | 1987 | 2012 | 2014 | 2016 | 2017 | 2021 | 2023 |

## Közlekedés

### Vasút
A település a Tutzing–Kochel-vasútvonal mentén fekszik, közvetlen vasúti kapcsolattal München felé.